# کلیسای سنت سباستین، نگومبو
کلیسای سنت سباستین (انگلیسی: St. Sebastian's Church, Negombo) یک کلیسای کاتولیک در نگومبو، سری‌لانکا است.
این کلیسا که در سال ۱۹۴۶ تأسیس شده براساس معماری گوتیک ساخته شده‌است.